# Isoterma de zero grau

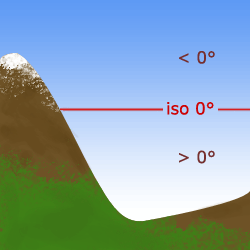
Desenho ilustrativo da 'isoterma de zero grau

A isoterma de zero graus ou isoterma de 0°C (zero grau) ou nível de congelamento, representa a altitude em que a temperatura está a 0 °C (o ponto de congelamento da água) em uma atmosfera livre (ou seja, permitindo o reflexo do sol pela neve, etc.). Qualquer medida é válida apenas por um curto período de tempo, geralmente menos de um dia.
Acima da altitude de congelamento, a temperatura do ar está abaixo de zero. Abaixo dele, a temperatura está acima de zero. O perfil dessa fronteira e suas variações são estudados em meteorologia e usados para uma variedade de previsões e previsões. Embora não seja fornecido em previsões meteorológicas gerais, é usado em boletins que fornecem previsões para áreas montanhosas.

## Medindo

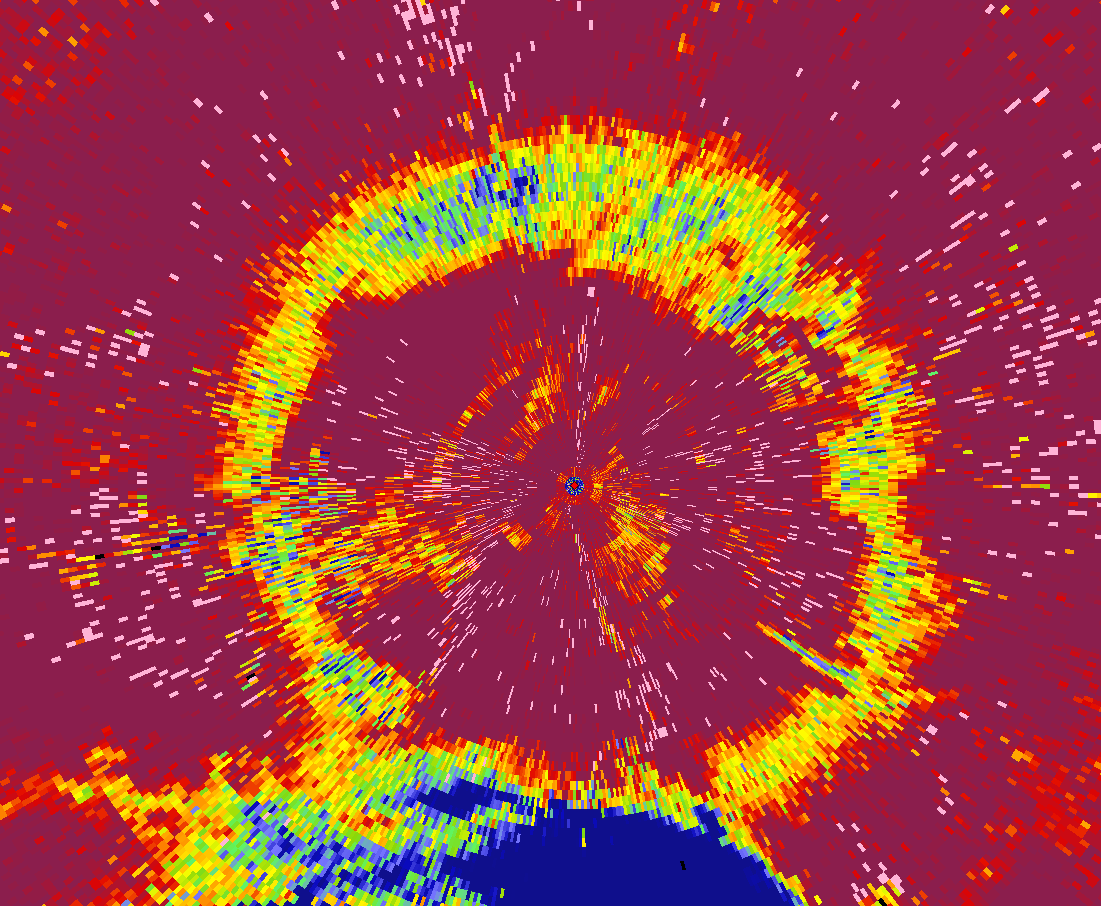
Imagem de radar de dupla polarização de uma camada de congelamento facilmente identificável, indicada pelo anel amarelo ao redor do radar.

Existem vários métodos diferentes para examinar a estrutura da temperatura da atmosfera:
- Uma radiossonda acoplada a um balão meteorológico é o método mais antigo e comum usado. Cada área libera dois balões por dia em locais separados por centenas de quilômetros.
- Dispositivos de medição acoplados a aviões comerciais permitem relatar a isoterma e sua altura ao tráfego aéreo.
- Os satélites meteorológicos são equipados com sensores que varrem a atmosfera e medem a radiação infravermelha que emite.
- O radar meteorológico detecta bandas brilhantes, que são ecos de radar produzidos logo abaixo da isoterma causada pelo derretimento da neve na camada acima de 0 °C.
- Um perfilador de vento, um radar apontando para cima, pode detectar a velocidade da precipitação, que é diferente para chuva, neve e neve derretida.

Dependendo da frequência e resolução em que essas leituras são feitas, esses métodos podem relatar a isoterma com maior ou menor precisão. As radiossondas, por exemplo, relatam uma leitura apenas duas vezes ao dia e fornecem informações muito aproximadas. O radar meteorológico pode detectar uma variação a cada cinco a dez minutos, se houver precipitação, e pode fazer a varredura em um raio de até dois quilômetros.

## Variações na isotérmica
A isotérmica pode ser muito estável em uma grande área. Varia em duas condições:
1. Uma mudança na densidade do ar devido às frentes meteorológicas. Isso muda a isoterma gradualmente, ao longo de dezenas de quilômetros para uma frente fria e centenas para uma frente quente.
2. Os níveis locais podem ser alterados pelo vento, reflexo do sol, neve e nível de umidade. Esses fatores podem fazer com que a isoterma mude rapidamente ao longo de vários quilômetros, tanto no inverno quanto no verão. Além disso, subsidência e ascendência atmosférica podem contribuir para variações na isoterma.

Essas condições implicam que a isoterma de 0 °C varia globalmente.